# Eldorado (ort i Brasilien, Mato Grosso do Sul)
Eldorado är en ort i Brasilien.   Den ligger i kommunen Eldorado och delstaten Mato Grosso do Sul, i den södra delen av landet, 1 100 km sydväst om huvudstaden Brasília. Eldorado ligger 350 meter över havet och antalet invånare är 9 075.
Terrängen runt Eldorado är huvudsakligen platt. Eldorado ligger uppe på en höjd. Runt Eldorado är det glesbefolkat, med 19 invånare per kvadratkilometer.. Det finns inga andra samhällen i närheten.
Trakten runt Eldorado består i huvudsak av gräsmarker.